# Cộng Hòa, Chí Linh
Cộng Hòa là một phường thuộc thành phố Chí Linh, tỉnh Hải Dương, Việt Nam.

## Địa lý
Phường Cộng Hòa nằm ở trung tâm thành phố Chí Linh, có vị trí địa lý:
- Phía đông giáp phường Hoàng Tân
- Phía tây giáp phường Văn An và xã Lê Lợi
- Phía nam giáp các phường Sao Đỏ, Thái Học và Văn Đức
- Phía bắc giáp xã Bắc An.

Phường Cộng Hòa có diện tích 26,49 km², dân số năm 2010 là 14.663 người, mật độ dân số đạt 554 người/km².

## Lịch sử
Sau năm 1975, Cộng Hòa là một xã thuộc huyện Chí Linh.
Ngày 12 tháng 2 năm 2010, Chính phủ ban hành Nghị quyết 09/NQ-CP thành lập phường Cộng Hòa thuộc thị xã Chí Linh trên cơ sở toàn bộ diện tích và dân số của xã Cộng Hòa.
Ngày 10 tháng 1 năm 2019, Ủy ban Thường vụ Quốc hội ban hành Nghị quyết 623/NQ-UBTVQH14 thành lập thành phố Chí Linh trên cơ sở toàn bộ diện tích và dân số của thị xã Chí Linh. Phường Cộng Hòa thuộc thành phố Chí Linh như hiện nay.

## Di tích
Chùa Ngái
Về gốc tích cội nguồn họ Nguyễn ở thôn Chi Ngại, truyền thuyết của dòng họ kể rằng: Tổ tiên dòng họ Thái Tể triều Đinh - Đinh Quốc Công Nguyễn Bặc (924 - 979), có công giúp Đinh Bộ Lĩnh thống nhất 12 sứ quân để lập ra triều Đinh. Khi Nguyễn Bặc kéo quân về Côn Sơn dẹp sứ quân của Phạm Phòng Át (Phạm Bạch Hổ), ông để lại con cháu của mình cùng năm vị tướng quân họ Phí ở lại Chi Ngại cai quản vùng đất này. Khi năm anh em họ Phí mất, người dân Chi Ngại tôn họ làm Thành Hoàng, lập đền thờ cúng. Đình làng Chi Ngại bị phá hủy trong kháng chiến chống thực dân Pháp, nhưng bài vị, ngai thờ và thần tích của năm vị tướng họ Phí vẫn được lưu giữ thờ phụng đến ngày nay (nay bài vị của năm vị Thành Hoàng thờ ở chùa Ngái của thôn Chi Ngại).
Chùa Côn Sơn